# Shinsuke Shiotani
Shinsuke Shiotani (født 11. maj 1970) er en tidligere japansk fodboldspiller.
Han har spillet for flere forskellige klubber i sin karriere, herunder Kyoto Purple Sanga og Gamba Osaka.